# Sémème
En sémantique, le sémème  est un faisceau de traits sémantiques minimaux (appelés sèmes) qui a pour correspondant formel le lexème.
Un exemple classique d'analyse sémique, dû à Bernard Pottier, concerne les sièges. Si l'on considère les sèmes caractéristiques suivants :
- S1 = avec dossier
- S2 = sur pieds
- S3 = pour une seule personne
- S4 = pour s'asseoir
- S5 = avec des bras

on voit que :
- le sémème du terme chaise regroupe (S1 + S2 + S3 + S4)
- le sémème du terme fauteuil regroupe (les sèmes de chaise + S5)
- le sémème général, ou archisémème de l'ensemble des sièges, regroupe (S2 + S4).

On remarque que cette analyse s'appuie sur une prise en compte de sèmes ad hoc, pertinents pour une classe spécifique d'objets seulement (relevant généralement d'un domaine technologique comme les artefacts). Par exemple, le sème S5 (« avec des bras ») ne s'applique pas à des êtres humains (on pourra comparer cette conception avec l'approche prototypique).